# 賓約哥足球會
賓約哥足球會 ，簡稱“創造者”，烏茲別克斯坦塔什干的足球會，主场原设在JAR球場，现移师至國家體育場。隊名Bunyodkor在烏茲別克語中意為“創造者”。
2007年球會在烏甲聯賽取得亞軍，並打入2008年亚足联冠军联赛四強。2008年8月，球會將原属企业业余球队名字的库鲁夫奇（PFC Kuruvchi）改為現名，以顯示球隊的職業化。
创造者原本是国际足球版图上一支默默无闻的俱乐部，直到球队开出 2,500 万美元年薪，邀请国际米兰前锋萨缪尔·埃托奥，尽管他并没有签下这份合同。2008年8月25日，球队与巴西球星里瓦尔多签约两年，合同总值 1,400 万美元。

## 荣誉

### 国内赛事
- 烏茲別克職業足球聯賽: 5

2008, 2009, 2010, 2011, 2013
- 烏茲別克盃: 4

2008, 2010, 2012, 2013

### 国际赛事
- 亚足联冠军联赛: 半决赛

2008, 2012

## 曾任教練
- 薛高
- 史高拉利

## 外部連結
- Official Website （页面存档备份，存于）